# Servaea incana
Servaea incana är en spindelart som först beskrevs av Benjamin J. Kaston 1878.  Servaea incana ingår i släktet Servaea och familjen hoppspindlar. Inga underarter finns listade i Catalogue of Life.